# Anaphosia caloxantha
Anaphosia caloxantha là một loài bướm đêm thuộc phân họ Arctiinae, họ Erebidae.